# Meru phyllisae
Meruidae là một họ bọ nước mới được thành lập nằm trong phân bộ Adephaga, với chỉ một chi và một loài duy nhất, Meru phyllisae. Bọ này biến mất sau khi được phát hiện một số lượng lớn vào đầu thập niên 1980. Với chiều dài 0,8 mm, nó là một trong những loài bọ cánh cứng nhỏ nhất trên thế giới.